# Halterofilismo nos Jogos Olímpicos de Verão de 2020 - Até 49 kg feminino
A categoria até 49 kg feminino do halterofilismo nos Jogos Olímpicos de Verão de 2020 foi disputada em 24 de julho de 2021 no Fórum Internacional de Tóquio, na capital japonesa. Um total de 14 halterofilistas, cada uma representando um Comitê Olímpico Nacional (CON), participaram do evento.

## Qualificação
Em cada categoria, até 14 halterofilistas poderiam se qualificar, com as vagas sendo alocadas da seguinte forma:
- Oito pelo ranking mundial da IWF;
- Cinco representantes de cada continente seguindo o ranking mundial, sendo limitado a CONs ainda sem halterofilistas qualificados;
- Vagas para o país anfitrião ou para a Comissão Tripartite.

## Calendário
Horário local (UTC+9)
| Data        | Hora  | Fase    |
| ----------- | ----- | ------- |
| 24 de julho | 9:50  | Grupo B |
| 24 de julho | 13:50 | Grupo A |

## Medalhistas
| Ouro   | CHN Hou Zhihui            |
| Prata  | IND Saikhom Mirabai Chanu |
| Bronze | INA Windy Cantika Aisah   |

## Recordes
Antes desta competição, os seguintes recordes eram estabelecidos:
| Recorde          | Tipo      | Halterofilista        | Peso   | Local    | Data                  |
| Recorde mundial  | Arranque  | Hou Zhihui            | 96 kg  | Tashkent | 17 de abril de 2021   |
| Recorde mundial  | Arremesso | Saikhom Mirabai Chanu | 119 kg | Tashkent | 17 de abril de 2021   |
| Recorde mundial  | Total     | Hou Zhihui            | 213 kg | Tashkent | 17 de abril de 2021   |
|                  |           |                       |        |          |                       |
| Recorde olímpico | Arranque  | Padrão olímpico       | 89 kg  | —        | 1 de novembro de 2018 |
| Recorde olímpico | Arremesso | Padrão olímpico       | 111 kg | —        | 1 de novembro de 2018 |
| Recorde olímpico | Total     | Padrão olímpico       | 198 kg | —        | 1 de novembro de 2018 |

Após a competição, os seguintes recordes foram estabelecidos:
| Recorde          | Tipo      | Halterofilista | Peso   | Local  | Data                |
| Recorde olímpico | Arranque  | CHN Hou Zhihui | 94 kg  | Tóquio | 24 de julho de 2021 |
| Recorde olímpico | Arremesso | CHN Hou Zhihui | 116 kg | Tóquio | 24 de julho de 2021 |
| Recorde olímpico | Total     | CHN Hou Zhihui | 220 kg | Tóquio | 24 de julho de 2021 |

## Resultados
| Pos. | Halterofilista        | CON                      | Grupo | Peso  | Arranque (kg) | Arranque (kg) | Arranque (kg) | Arranque (kg) | Arremesso (kg) | Arremesso (kg) | Arremesso (kg) | Arremesso (kg) | Total |
| Pos. | Halterofilista        | CON                      | Grupo | Peso  | 1             | 2             | 3             | Result.       | 1              | 2              | 3              | Result.        | Total |
| ---- | --------------------- | ------------------------ | ----- | ----- | ------------- | ------------- | ------------- | ------------- | -------------- | -------------- | -------------- | -------------- | ----- |
| 01 ! | Hou Zhihui            | CHN China                | A     | 49.00 | 88            | 92            | 94            | 94            | 109            | 114            | 116            | 116            | 210   |
| 02 ! | Saikhom Mirabai Chanu | IND Índia                | A     | 48.85 | 84            | 87            | 89            | 87            | 110            | 115            | 117            | 115            | 202   |
| 03 ! | Windy Cantika Aisah   | INA Indonésia            | A     | 48.80 | 84            | 84            | 87            | 84            | 103            | 108            | 110            | 110            | 194   |
| 4    | Fang Wan-ling         | TPE Taipé Chinês         | A     | 48.65 | 75            | 78            | 80            | 80            | 98             | 101            | 103            | 101            | 181   |
| 5    | Nina Sterckx          | BEL Bélgica              | A     | 48.75 | 81            | 81            | 84            | 81            | 99             | 101            | 101            | 99             | 180   |
| 6    | Ludia Montero         | CUB Cuba                 | B     | 49.00 | 79            | 82            | 84            | 82            | 93             | 96             | 100            | 96             | 178   |
| 7    | Anaïs Michel          | FRA França               | A     | 48.90 | 76            | 78            | 80            | 78            | 96             | 99             | 101            | 99             | 177   |
| 8    | Beatriz Pirón         | DOM República Dominicana | B     | 49.00 | 78            | 81            | 83            | 81            | 90             | 93             | 95             | 95             | 176   |
| 9    | Nathasha Figueiredo   | BRA Brasil               | B     | 48.95 | 75            | 78            | 80            | 78            | 90             | 95             | 100            | 95             | 173   |
| 10   | Dika Toua             | PNG Papua-Nova Guiné     | B     | 48.95 | 69            | 72            | 76            | 72            | 95             | 95             | 100            | 95             | 167   |
| 11   | Roilya Ranaivosoa     | MRI Maurício             | B     | 48.95 | 73            | 76            | 76            | 73            | 91             | 96             | 96             | 91             | 164   |
| —    | Jourdan Delacruz      | USA Estados Unidos       | A     | 48.90 | 83            | 86            | 89            | 86            | 108            | 108            | 108            | —              | —     |
| —    | Hiromi Miyake         | JPN Japão                | A     | 48.90 | 74            | 76            | 76            | 74            | 99             | 99             | 99             | —              | —     |
| —    | Kristina Sobol        | ROC                      | B     | 49.00 | 80            | 80            | 81            | —             | —              | —              | —              | —              | DNF   |

Legenda
| Recorde mundial      | Recorde mundial (World record)               |                       | Recorde africano                      | Recorde africano (African) |                                           | Q | Classificado por posição (Qualified) |
| Recorde olímpico     | Recorde olímpico (Olympic record)            | Recorde da América    | Recorde da América (Americas)         | q                          | Classificado por melhor tempo (Qualified) |   |                                      |
| Melhor marca do ano  | Melhor marca do ano (World leading)          | Recorde asiático      | Recorde asiático (Asian)              | DNS                        | Não largou (Did not start)                |   |                                      |
| Recorde nacional     | Recorde nacional (National record)           | Recorde europeu       | Recorde europeu (European)            | DNF                        | Não terminou (Did not finish)             |   |                                      |
| Recorde pessoal      | Recorde pessoal do atleta (Personal best)    | Recorde da Oceania    | Recorde da Oceania (Oceania)          | DSQ / DQ                   | Desclassificado (Disqualified)            |   |                                      |
| Recorde da temporada | Recorde da temporada do atleta (Season best) | Recorde sul-americano | Recorde sul-americano (South America) | NM                         | Sem marca (No mark)                       |   |                                      |